# Reformierte Kirche Feldis

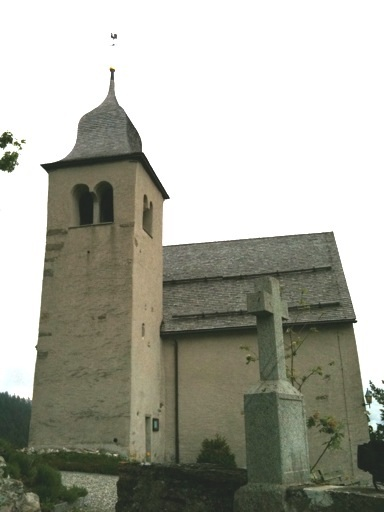
Aussenansicht

Die reformierte Kirche in Feldis/Veulden im Ausserdomleschg ist ein evangelisch-reformiertes Gotteshaus unter dem Denkmalschutz des Kantons Graubünden.

## Geschichte
Die Kirche ist ersturkundlich in einem Dokument ungefähr aus dem Jahr 1400 erwähnt und stand unter dem Patrozinium von Hippolyt. Möglicherweise geht der rätoromanische Dorfname Veulden etymologisch auf den Namen dieses Heiligen zurück.
Die Annahme der Reformation erfolgte relativ spät 1583.

## Architektur und Ausstattung
Das von aussen unverputzte Kirchenschiff trägt ein Walmdach. Dem Kirchturm eingebaut ist eine eingeschossige Glockenstube.
Im Inneren stehen im Mittelpunkt eine holzschnittverzierte polygonale Kanzel ohne Schalldeckel, ein symmetrisch im Zentrum des durch zwei Stufen erhöhten Chores stehender Tauf- und Abendmahlstisch und eine dreiregistrige Orgel der Firma Felsberg an der abschliessenden Chorwand.

## Kirchliche Organisation
Die Evangelisch-reformierte Landeskirche Graubünden führt Feldis/Veulden als Predigtstätte der Pastorationsgemeinschaft Ausserdomleschg.

## Galerie

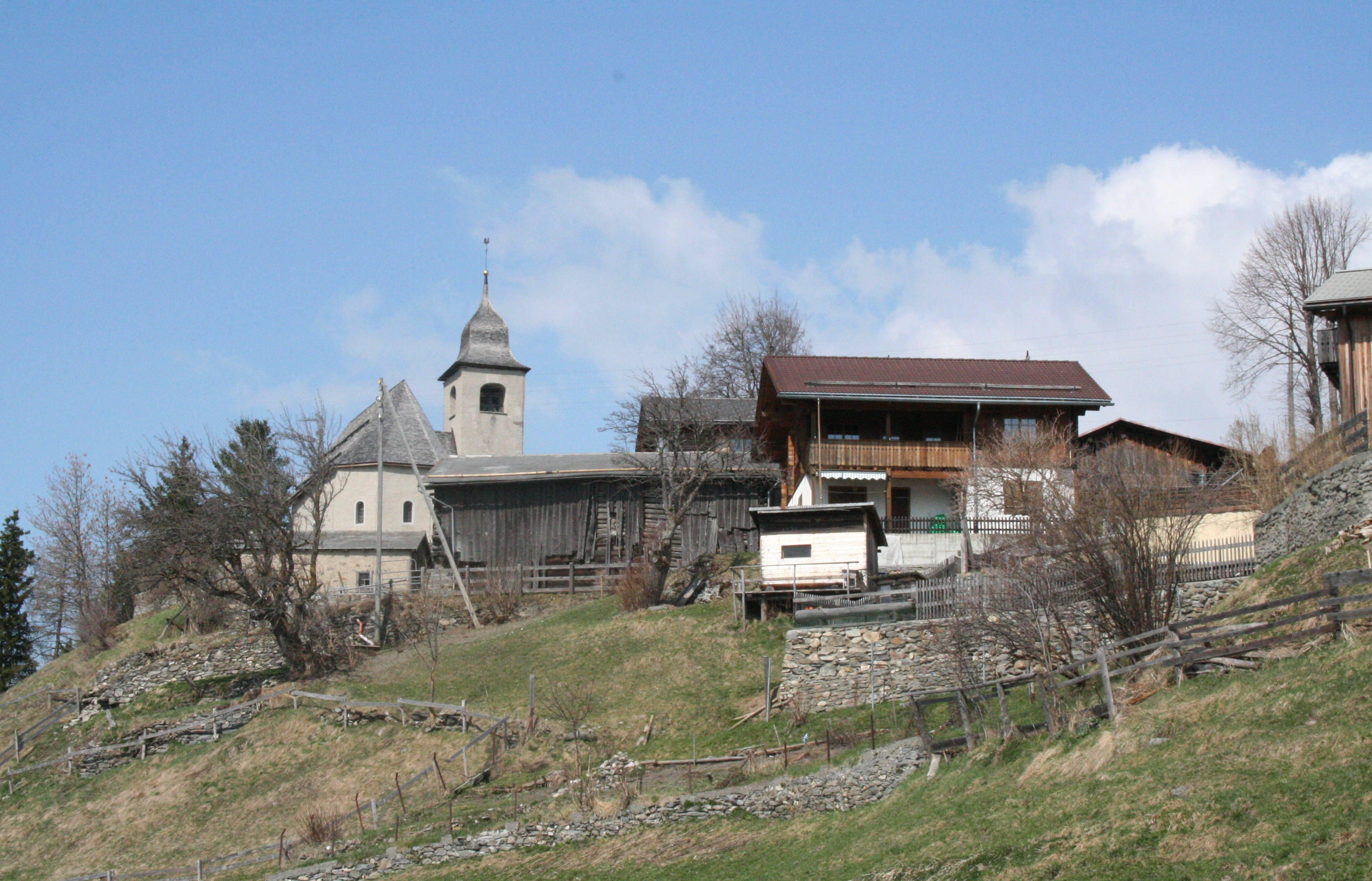
Die reformierte Dorfkirche in Feldis an der Talseite des Dorfes
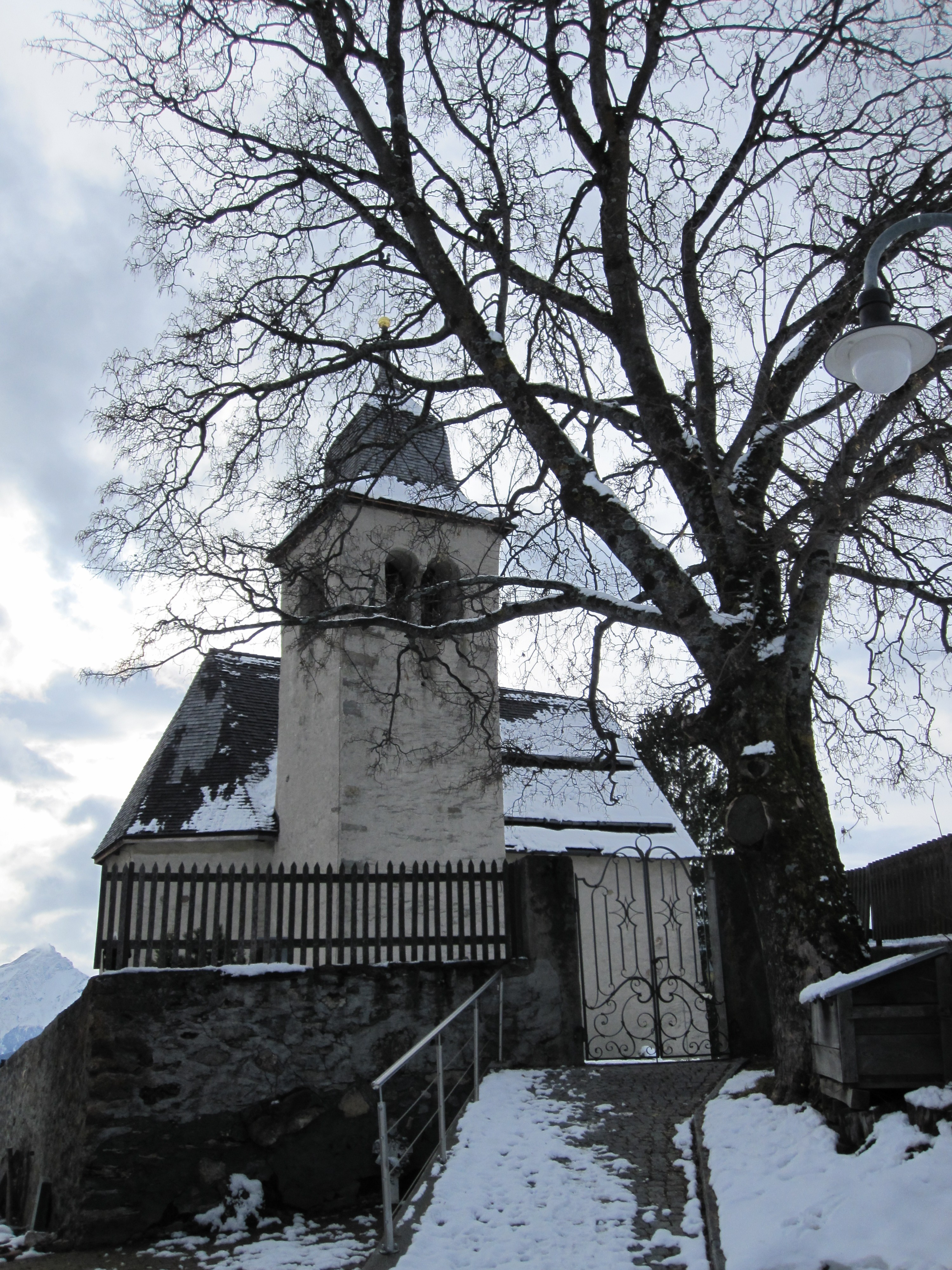
Zugang zu Kirche und Friedhof
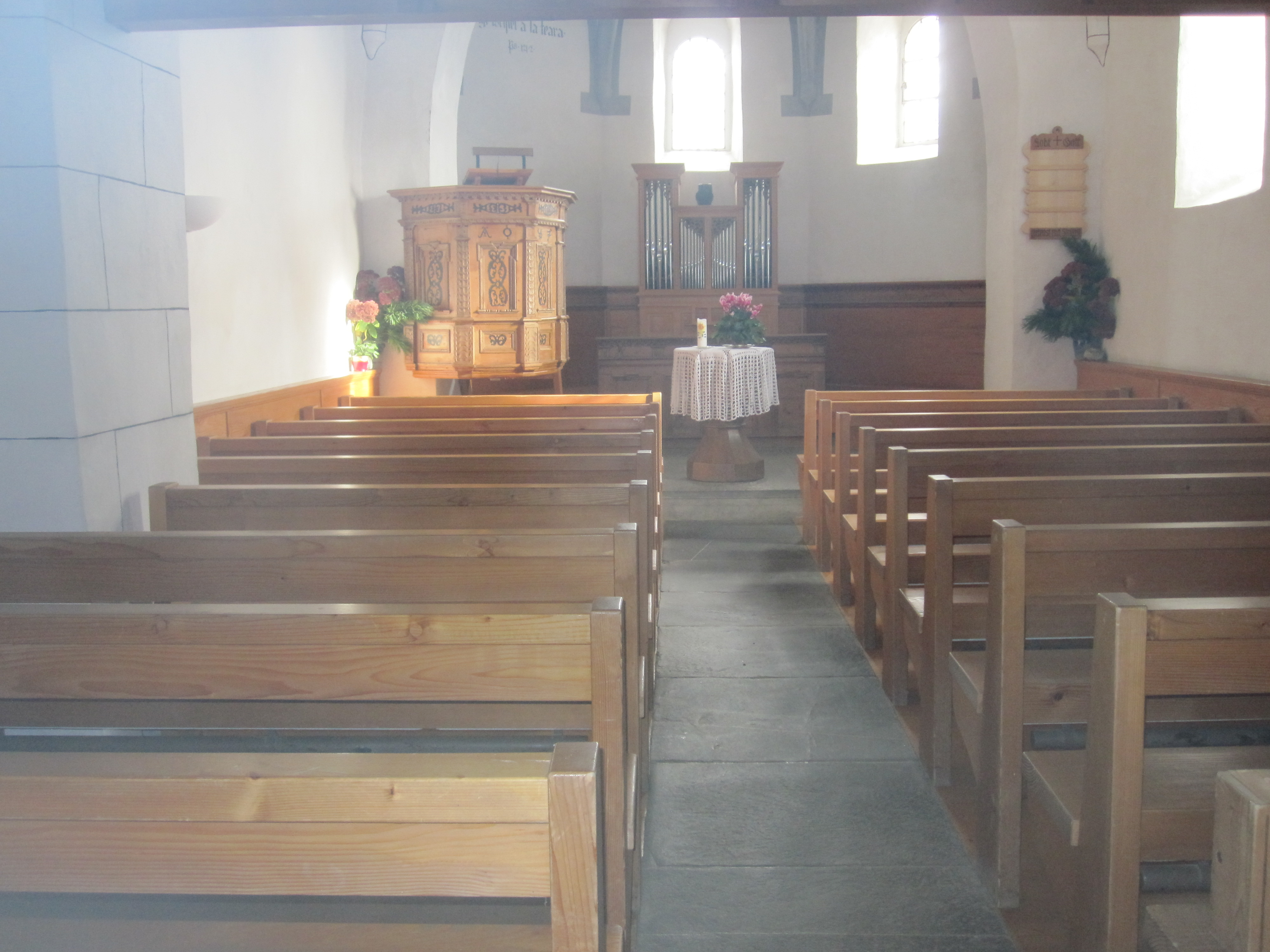
Innenansicht, Blick durch das Glasfenster
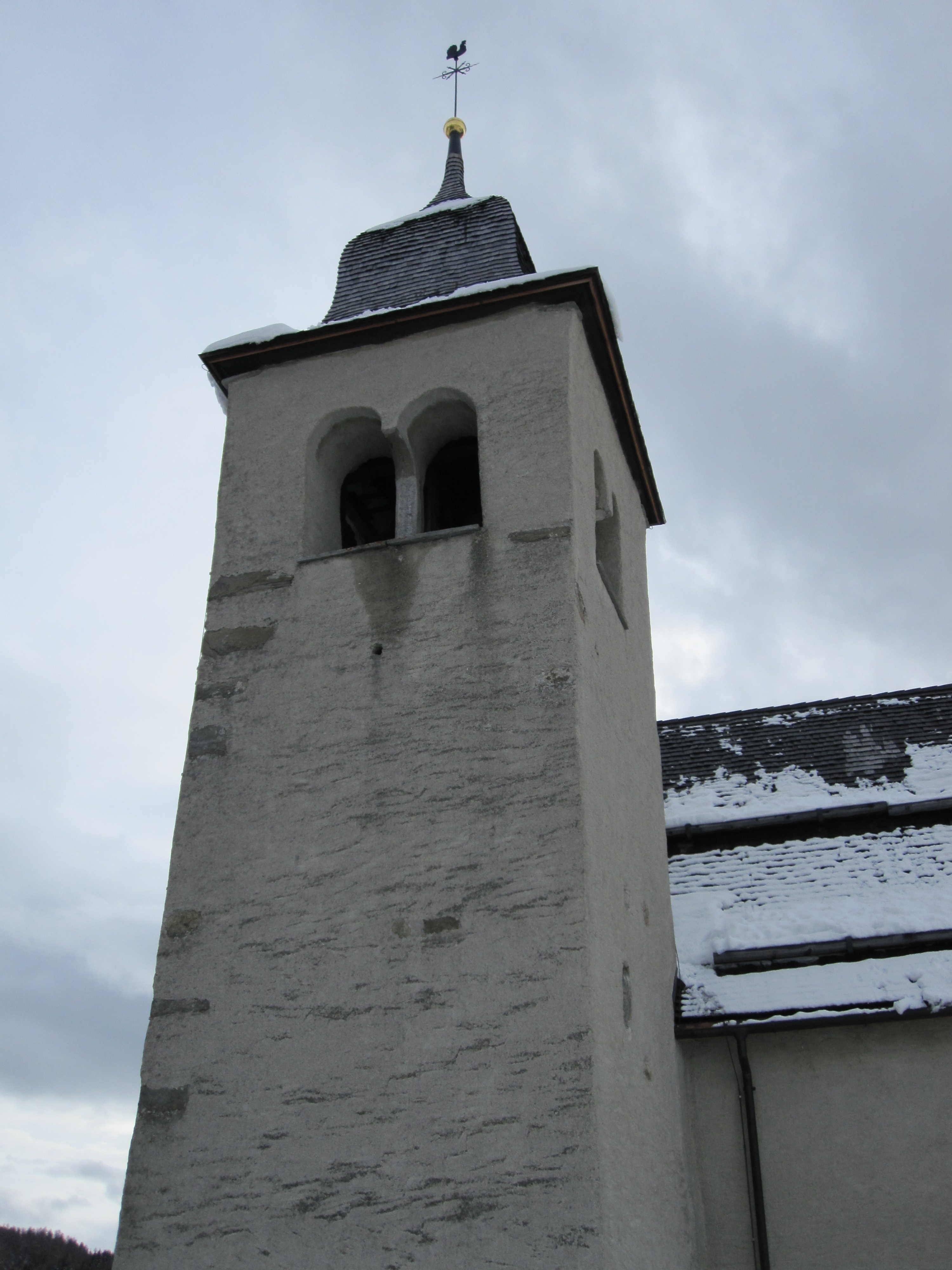
Kirchturm
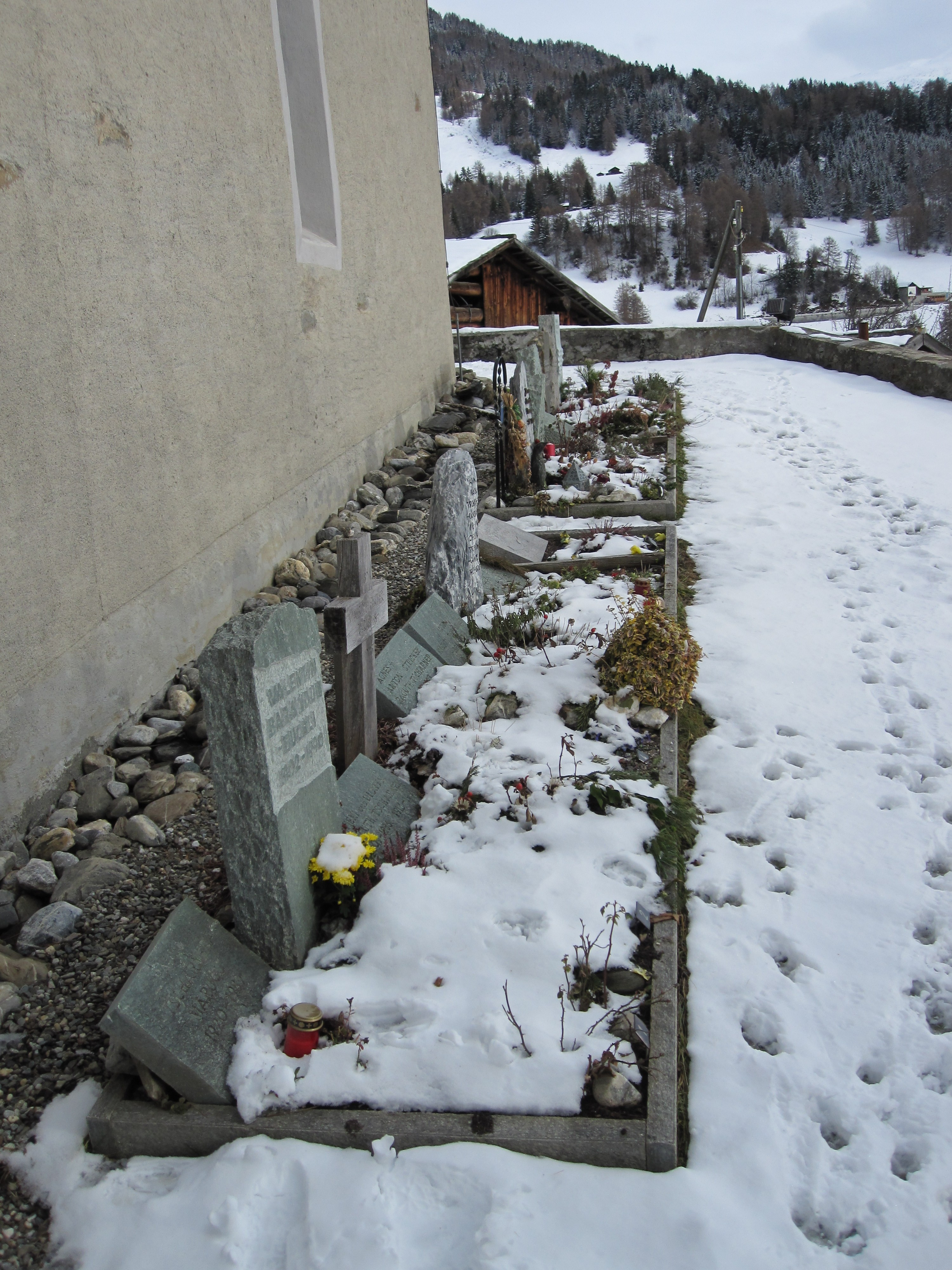
Reihengräber in uneinheitlichem Stil am Kirchengemäuer